# Tone Omahna
Tone Omahna, slovenski harmonikar, * 21. avgust 1973, Ljubljana
Harmoniko je začel igrati pri 10 letih, in to klavirsko harmoniko, pozneje pa še diatonično, kakor Denis Novato. Je član skupine Gamsi od samega začetka delovanja, v skupini pa igra harmoniko, klaviature in vokal.
Po poklicu je pomočnik geometra.